# Wolfgang van Halen
Wolfgang William Van Halen, detto Wolfie (Santa Monica, 16 marzo 1991), è un polistrumentista e cantautore statunitense, noto per essere stato il bassista dei Van Halen.

## Biografia

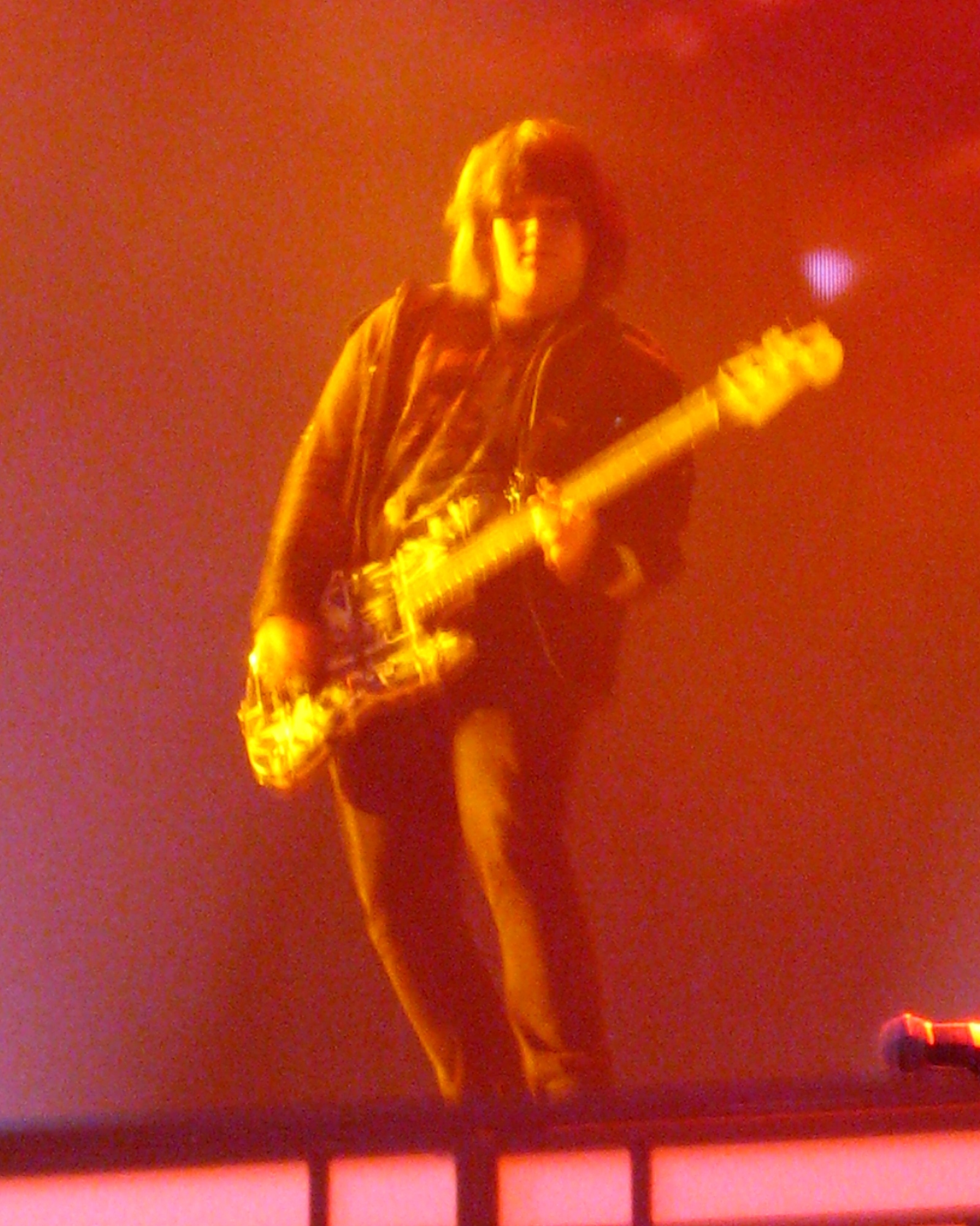
Wolfgang Van Halen nel 2007

Wolfgang è figlio del celebre chitarrista Eddie van Halen e dell'attrice Valerie Bertinelli. Esordì nel mondo musicale nel 2004, intraprendendo alcune date del tour del gruppo del padre e dello zio in qualità di ospite.
In seguito Wolfgang entrerà nei Van Halen come membro effettivo alla fine del 2006, per sostituire il bassista Michael Anthony, appena uscito dal gruppo. Wolfgang esordirà come membro dei Van Halen nel settembre dell'anno successivo a Charlotte, in occasione della prima data del tour americano che segna il ritorno, dopo ventidue anni di assenza, del cantante David Lee Roth.
Dalla fine del 2012 è divenuto il bassista dei Tremonti, progetto solista del chitarrista Mark Tremonti (Alter Bridge, Creed). Agli inizi del 2017 ha abbandonato la formazione.
A novembre 2020 pubblica il singolo Distance con il nome Mammoth WVH che anticipa il suo album solista, dove canta e suona tutti gli strumenti.

## Discografia

### Con i Van Halen
- 2012 – A Different Kind of Truth
- 2015 – Tokyo Dome Live in Concert (album dal vivo)

### Con i Tremonti
- 2015 – Cauterize
- 2016 – Dust

### Come Mammoth
- 2021 – Mammoth WVH (pubblicato come Mammoth WVH)
- 2023 – Mammoth II (pubblicato come Mammoth WVH)
- 2025 – The End

### Collaborazioni
- 2012 – Halestorm – The Strange Case Of... (cori nel brano Here's To Us)
- 2020 – Clint Lowery – God Bless the Renegades (batteria)